# وشم بارتلت
وشم بارتلت (نام علمی: Crypturellus bartletti) نام یک گونه از سرده دمچه‌پنهان‌ها است.